# Янко, Михаил Данилович
Михаил Данилович Янко (31 октября 1912, Туринск, Тобольская губерния — 1 ноября 1998, Курган) — заведующий кафедрой русской и зарубежной литературы Курганского педагогического института, кандидат педагогических наук, профессор, учёный-литературовед, краевед, общественный деятель.

## Биография
Михаил Янко родился 31 октября 1912 года в городе Туринске Туринского уезда Тобольской губернии, ныне город — административный центр Туринского городского округа Свердловской области.
В 1930 году окончил школу-девятилетку II ступени с педагогическим уклоном и работал учителем начальной школы в селе Теренкуль (ныне Красноармейский район Челябинской области), затем — преподавателем в фабрично-заводской семилетке (ФЗС) № 7 в городе Орджоникидзе Северо-Осетинской автономной области (ныне Владикавказ).
С 1933 года по 1945 год работал учителем русского языка и литературы, затем завучем и директором Введенской средней школы Курганского района Курганской области.
С отличием окончил заочное отделение Уфимского пединститута.
В 1945 году талантливого педагога заметили и пригласили в Шадринский учительский институт на кафедру литературы. Он стал деканом факультета русского языка и литературы.
В 1953 году защитил кандидатскую диссертацию «Самостоятельная работа учащихся VII класса по литературному чтению» и был переведён во вновь открытый Курганский государственный педагогический институт, с которым был связан всю свою дальнейшую жизнь. Около четверти века он заведовал кафедрой русской и зарубежной литературы, был деканом факультета.
В 1950—1970-е годы Михаилом Даниловичем были написаны основные труды по методике преподавания литературы в школе и литературному краеведению.
Михаил Данилович Янко умер 1 ноября 1998 года.

### Семья
Сын Владимир Янко.

## Научная деятельность
Янко вёл большую методическую работу с учителями Курганской области. Многие годы был активным автором журнала «Литература в школе», председателем общественного редакционного совета города Кургана и Курганской области при редакции журнала. Его высоко ценили в Академии педагогических наук страны, в НИИ школы РСФСР, в издательстве «Просвещение».
Михаил Данилович заложил фундамент литературного краеведения в Курганской области. За фундаментальную работу «Литературное краеведение в школе», выпущенной издательством «Просвещение» в 1965 году ему было присвоено звание профессора кафедры литературы без защиты докторской диссертации.

### Научные труды
- Янко, М.  Д. Из опыта работы по литературе заслуженной учительницы школы РСФСР Л.В. Крючковой. — Шадринск: Шадрин. тип., 1949. — 47 с. — 500 экз.[6]
- Янко, М.  Д. Народная учительница. Из опыта учебно-воспитательной работы заслуж. учительницы школы РСФСР Е.А. Начапкиной. — Курган: «Кр. Курган», 1952. — 40 с. — 2000 экз.[7]
- Янко, М.  Д. Педагогическая практика по литературе (Памятка для студентов). — Курган: «Красный Курган», 1952. — 44 с. — 500 экз.[8]
- Янко, М.  Д. Домашняя самостоятельная работа учащихся VII класса по литературному чтению. — Курган: «Красный Курган», 1954. — 44 с. — 500 экз.[9]
- Янко, М.  Д. Самостоятельная работа учащихся VII класса на уроках литературного чтения. — Курган: «Красный Курган», 1955. — 55 с. — 1500 экз.[10]
- Янко, М.  Д. Внеклассные занятия литературным краеведением. — Курган, 1957. — 64 с. — 1500 экз.[11][12]
- Янко, М.  Д. Литературное Зауралье. — Курган: газ. «Сов. Зауралье», 1960. — 187 с. — 6000 экз.[13][14]
- Янко, М.  Д. Литературное краеведение в школе. — М.: «Просвещение», 1965. — 192 с. — 20 000 экз.[15][16]
- Янко, М.  Д. Всегда в пути. Из опыта лит.-краевед. работы Каширин. сред. школы Курганской обл. — Курган, 1968. — 17 с. — 600 экз.[17]
- Янко, М.  Д. Советские писатели Зауралья : Пособие к спецкурсу по литературе родного края. — Курган, 1973. — 172 с. — 1000 экз.[18][19]
- Янко, М.  Д. Уроки внеклассного чтения на краеведческом материале (Метод. указания в помощь учителю рус. яз. и литературы). — Курган, 1973. — 36 с. — 2000 экз.[20]
- Янко, М.  Д. Педагогическая практика по литературе. Пособие для студентов-заочников IV-V курсов фак. рус. яз. и литературы пед. ин-тов. — М.: «Просвещение», 1973. — 37 с. — 25 000 экз.[21]
- Янко, М.  Д. Литературное краеведение в школе. — М.: «Просвещение», 1976. — 95 с. — 100 000 экз.[16]
- Быста реченька бежит: Заурал. частушки / Сост., вступит. статья и примеч. М.Д. Янко; Худож. М.И. Терещенко. — Челябинск: Юж-Урал. кн. изд-во, 1982. — 127 с. — 5000 экз.[22]

## Награды и премии
- Орден «Знак Почёта»
- Юбилейная медаль «За доблестный труд. В ознаменование 100-летия со дня рождения Владимира Ильича Ленина», 1970 год
- Медаль «Ветеран труда»
- Знак «Заслуженный работник высшей школы»
- Почётный знак «За отличные успехи в области высшего образования СССР»
- Знак «Отличник народного просвещения РСФСР»[5]
- Премия им. В. П. Бирюкова.
- Звание ударник года 2-й пятилетки в области народного образования, Курганский райком профсоюза работников начальной и средней школы Урала и Западной Сибири и Курганский районный отдел народного образования, 1936 год.
- Благодарственная грамота Общества по распространению политических и научных знаний РСФСР, за активное участие в деле распространения политических и научных знаний среди трудящихся. 1957 год.
- Почетная грамота Министерства просвещения РСФСР и Республиканского комитета профсоюза работников просвещения, высшей школы и научных учреждений РСФСР, за большую помощь в работе по коммунистическому воспитанию подрастающего поколения. 1982 год.

## Память
- В 2002 году информационно-библиографический отдел Курганской областной универсальной библиотеки имени А. К. Югова подготовил библиографический указатель «Михаил Данилович Янко: ученый-литературовед, краевед, педагог, общественный деятель Зауралья», в котором отражены около 250 работ ученого и публикаций о его деятельности.[23]
- В ходе проекта «Доброе имя земляка в истории района» Введенской сельской библиотеке в селе Введенском Кетовского района присвоили имя краеведа и общественного деятеля Михаила Даниловича Янко[24]. Курганская область, Кетовский муниципальный округ, село Введенское, ул. Ленина, 31
- В Государственном архиве общественно-политической документации Курганской области имеется личный фонд М. Д. Янко, который насчитывает 263 единицы хранения[25].